# Юрк Юрій Юрійович
Ю́рій Ю́рійович Юрк (6 травня 1905, Миколаївка, Російська імперія — 16 січня 1976, Сімферополь) — український геолог родом з Дніпропетровщини.

## Життєпис
Закінчив Харківський інститут народної освіти (1932), з 1934 року — науковий співробітник Інституту геологічних наук АН УРСР; 1956—1973 роки — директор, 1973—1976 роки — завідувач відділу Інституту мінеральних ресурсів. Основні праці Юрка присвячені питанням геології й мінералогії Українського щита, генези й перспектив використання різних видів мінеральної сировини. Юрк Юрій Юрійович створив школу прикладної мінералогії.
Серед учнів Юрія Юрійовича — відомий вчений-геолог, академік НАН України Шнюков Євген Федорович.